# 歌川国花女
歌川 国花女（うたがわ くにかめ、文化7年〈1810年〉 - 明治4年2月18日〈1871年4月7日〉）とは、江戸時代の女流浮世絵師。

## 来歴
初代歌川豊国の娘で名はきん。歌川の画姓を称し一鳥斎と号す。母は、江戸上槇町に住む西宮三次郎の娘その。幼少の頃は殆どを祖父三次郎の家で過ごしたと伝わる。文化13年（1816年）7歳の時、伊勢亀山の大名石川家の江戸屋敷に奉公に出る。当時の藩主石川総佐が浮世絵を好み、父豊国より絵を習っていた縁によるものであった。10歳の頃より、石川家にいる間に豊国より絵手本を貰って絵を学び、11歳で「豊国門人十一歳きん女画」と落款の入った役者絵を版行している。12歳になると豊国より国花女の画名と画号を授けられた。しかし石川家を下がり、文政9年（1826年）に市谷田町の菓子商渡辺家に嫁いだのちは、画業に携わることはなかった。三田村鳶魚によれば、文政11年建立の豊国先生瘞筆之碑に「国花女」の名があるが、これは「いわゆる名取りであるからの取計らい」であったという。享年62。墓所は青山南町二丁目の龍泉寺。